# Ясная Поляна (Татарстан)
 Ясная Поляна  — деревня в Камско-Устьинском районе Татарстана. Входит в состав Теньковского сельского поселения.

## География
Находится в западной части Татарстана на расстоянии приблизительно 33 км на северо-запад по прямой от районного центра поселка Камское Устье.

## История
Основана в 1920-х годах.

## Население
Постоянных жителей насчитывалось в 1926 году — 24, в 1938—225, в 1949—127, в 1958—225, в 1970—196, в 1979—127, в 1989 — 54. Постоянное население составляло 32 человек (татары 94 %) в 2002 году, 22 в 2010.